# シエリアタワー千里中央
シエリアタワー千里中央（シエリアタワーせんりちゅうおう）は、大阪府豊中市にある超高層マンションである。

## 概要
「よみうり文化センター」跡地の再開発であり、商業施設の名称が「SENRITOよみうり」、住宅施設の名称が「シエリアタワー千里中央」。地上52階建てであり、千里中央駅とは連絡通路およびペデストリアンデッキで繋がっている。

## SENRITOよみうり
下層階に入居する複合商業施設。中核店舗はイオンモールが運営する「イオンSENRITO専門館」である。

## 建築
- 階数 - 地上52階地下1階
- 高さ - 184.92m
- 施主 - 関電不動産開発、関西電力
- 設計施工 - 大林組大阪本店

## 交通機関

### 鉄道
- 北大阪急行電鉄南北線千里中央駅 徒歩1分
- 大阪モノレール本線千里中央駅 徒歩3分

## 近隣施設
- ザ・千里タワー
- 千里ライフサイエンスセンター
- 豊中市立千里図書館
- 千里阪急